# The Kinslayer

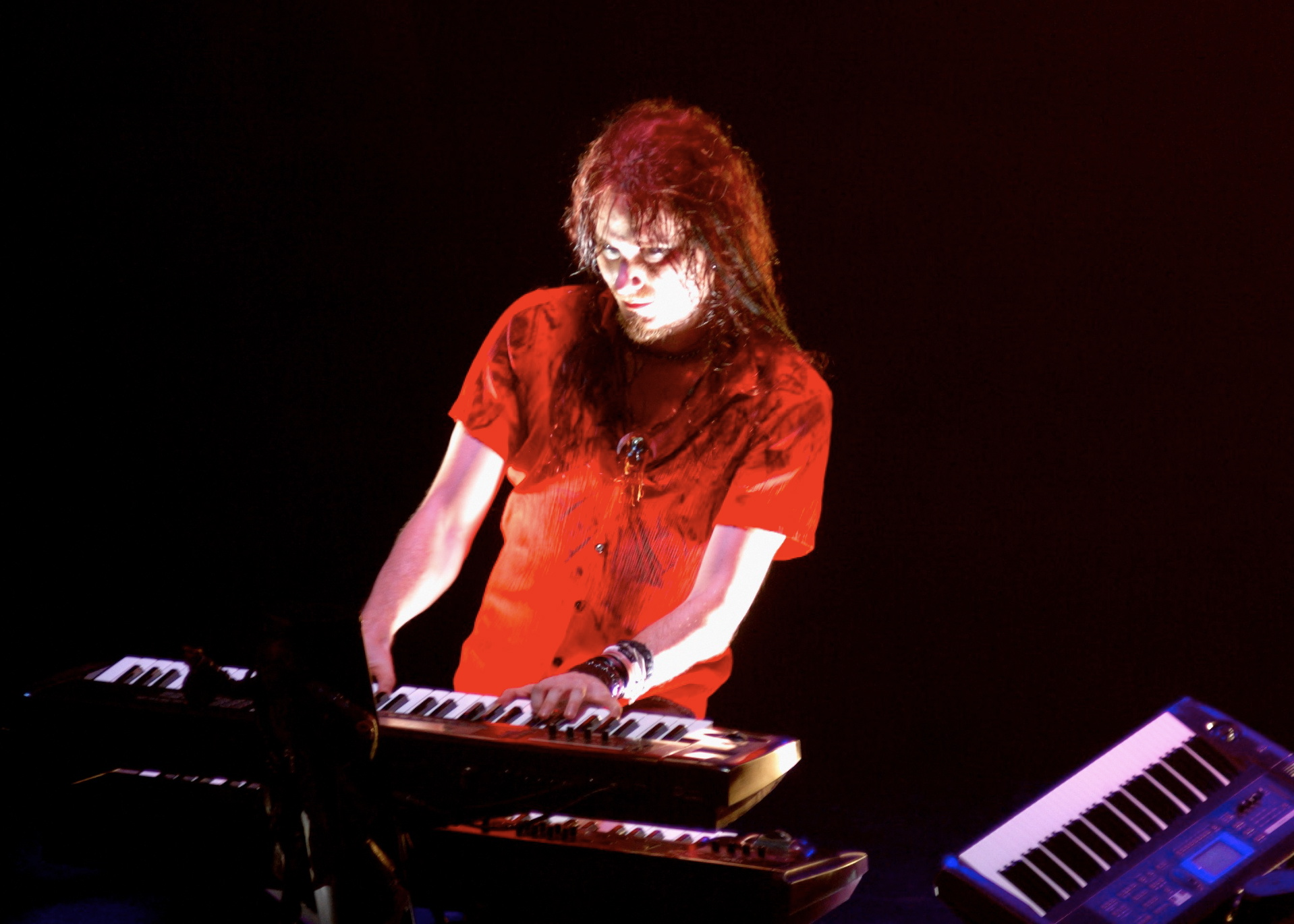
Tuomas Holopainen, schrijver van "The Kinslayer"

The Kinslayer is een single uit het jaar 2000, uitgebracht door Drakkar, om het album Wishmaster van de Finse symphonic metal band Nightwish te promoten.
Het lied was geschreven door toetsenist Tuomas Holopainen en het gaat over het bloedbad op Columbine High School. Zangeres Tarja Turunen en Ike Vil van Babylon Whores zingen een duet in dit lied. Hier zit ook een regel in die door William Shakespeare in zijn werk The Tempest is geschreven; 

Good wombs hath borne bad sons